# Нило-сахарские языки
Ни́ло-саха́рские языки — гипотетическая макросемья африканских языков, распространённых между языками афразийской и нигеро-конголезской макросемей и не вошедших ни в одну из них. Распространены в южной части Сахары, в долине Нила, в Сахеле, регионе Судан и в прилегающих районах Центральной, Западной и Восточной Африки — от Мали на западе до Эфиопии на востоке и от южного Египта на севере до Танзании на юге.
Общее количество носителей нило-сахарских языков (согласно Ethnologue-16) приблизительно равно 39 миллионам человек.[когда?]
Если родство этих языков когда-либо окажется доказанным, то оно будет существенно более далёким, чем это можно предполагать для нигеро-конголезских языков. Согласно одной из гипотез (Грегерсен,1972), нигеро-кордофанские языки включаются в нило-сахарскую гиперсемью (называемую в таком случае нигеро-сахарской) наряду с другими семьями и макросемьями. Однако большинство лингвистов с осторожностью относятся к таким предположениям, поскольку родство самих нило-сахарских языков пока не доказано.
Некоторые языковые группы нило-сахарской макросемьи, по оценкам, предшествовали периоду африканского неолита. Так, например, единство восточносуданских языков было основано[прояснить] ориентировочно в 5-м тысячелетии до нашей эры. Нило-сахарское генетическое (и языковое) единство обязательно будет намного старше восточносуданских языков, и будет относиться к периоду верхнего палеолита.
Распределение семей нило-сахарских языков может отражать расположение водных ресурсов в Зелёной Сахаре, когда пустыня была более пригодной для жизни, чем она является сегодня, — то есть в период неолитического субплювиала, когда Сахара в последний раз была саванной.
Носители нило-сахарских языков относятся, как правило, к негроидной расе, а в некоторых районах Судана и Чада — к переходным и смешанным типам европеоидно-негроидной расы.

## Состав

Распространение макросемей и некоторых крупнейших языков на территории Африки

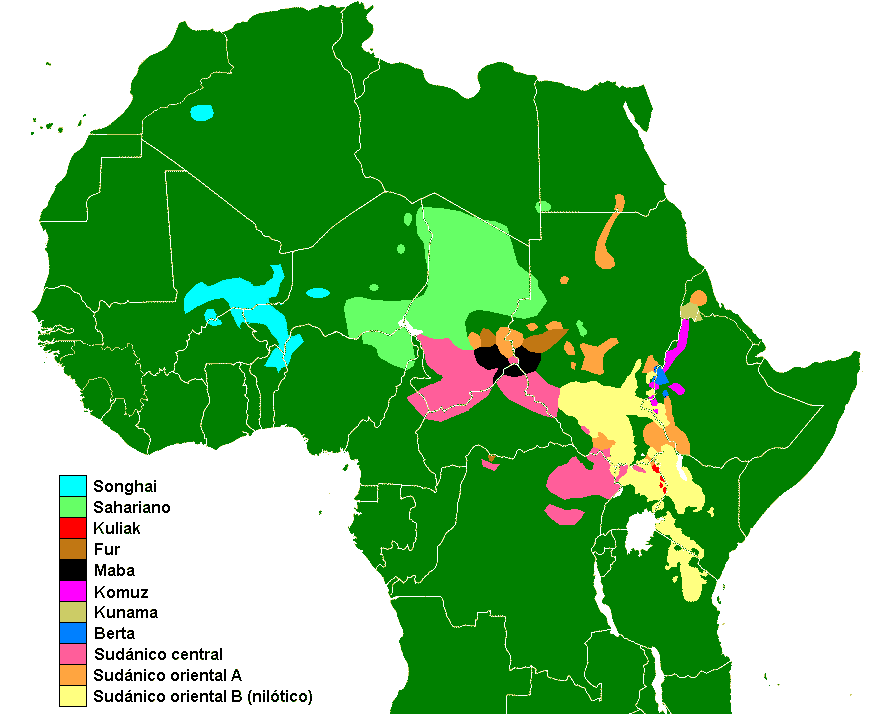
Распространение Нило-Сахарских языков на территории Африки.

Согласно нило-сахарской гипотезе вместе объединяются 11 семей и 4 изолированных языка, которые перечислены ниже примерно с запада на восток.
- Сонгайская семья (сонгай-зарма; Нигер и Мали) включает около 10 языков.
- Сахарская семья (южный край Сахары у озера Чад) включает около 10 языков, из которых наиболее известен канури.
- Мабанская семья включает 5-9 языков в юго-восточном Чаде на границе с Суданом.
- В фурскую семью (фор) входит всего 2 языка на востоке Чада и западе Судана.
- Центральносуданская семья состоит из 8 ветвей, географически разделённых на западную (юг Чада и север ЦАР) и восточную (юг Судана и северо-восток ДРК) части, и включает более 60 языков (языки сара и др.).
- Восточносуданские (восточносахельская) языки — условное объединение (надсемья) языков, включают около 80 языков, объединяемых в 3 семьи и 1 изолированный язык, родство между которыми окончательно не доказано.
  - тама-нубийская семья (вкл. таманскую и нубийскую ветви);
  - ньиманская семья;
  - язык нара;
  - кир-аббайская семья, включающая нилотские языки.
  - мероитский язык (мёртвый) — гипотеза К. Рийи, получившая поддержку ряда западных лингвистов.
- Семья каду (кадугли или тумтум) ранее включалась в кордофанскую семью. Состоит из 7 языков в центре Республики Судан.
- Кульякская семья (руб) включает всего 3 небольших языка в Уганде: Ик, ньянгия, соо (тепес).
- Берта — изолят в Эфиопии.
- Команская семья включает 5 языков на границе Эфиопии и Судана.
- Гумуз — изолят в Эфиопии.
- Кунама — изолят в Эритрее.

Под сомнением остаётся вопрос о принадлежности к нило-сахарским языкам вымершего мероитского языка.

## История классификации

### Классификация Гринберга (1967)
Впервые нило-сахарскую гипотезу в близком к современному виде выдвинул Джозеф Гринберг (1967). По его классификации, нило-сахарские языки включали следующие группы:
1. комузские языки (включали команские языки и язык гумуз);
2. сахарские языки (в том числе канури);
3. языки сонгаи;
4. языки фур;
5. языки мабан;
6. шари-нильские языки — включавшие 4 группы:
  1. центрально-суданские языки;
  2. языки кунама;
  3. языки берта;
  4. восточно-суданские языки (в том числе нубийские и нилотские языки).

Впоследствии комузская и шари-нильская группировки были совсем отвергнуты.

### Классификация Старостина (2017)
Классификация Г. С. Старостина (2017):
- Макросуданская макросемья
  - Макроцентральносуданская семья
    - Центральносуданская семья
      - Сара-бонго-багирми (западно-центрально-суданская ветвь)
      - Креш-аджа-бирри
      - Восточно-центральносуданская ветвь
        - Мангбуту-эфе
        - Мангбету-асоа
        - Ленду-нгити
        - Мору-мади

    - Группа кронго-кадугли (каду)
    - Группа маба

  - Макровосточносуданская семья
    - Восточносуданская семья
      - Северо-восточносуданская семья
        - Группа нуба
        - Группа тама
        - Язык нара
        - Группа ньиманг-афитти

      - Юго-восточносуданская семья
        - Сурмийские языки (южносурмийская + северносурмийская /маджанг/ ветви)
        - Нилотские языки (западная, восточная, южная ветви)
        - Джебельская группа
        - Группа темейн
        - Группа даджу

    - Группа берта
    - Группа фур-амданг

  - Группа кунама-илит
- Коман-гумузская (комузская) семья
  - Команская семья
    - «Узкокоманская» группа
    - Язык гуле (анедж)

  - Язык (группа) гумуз
- Сахарская семья
  - Западносахарская группа (канури-канембу + теда-дазага)
  - Восточносахарская группа (загава + берти)
- Кулякская группа
- Группа сонгай
- Язык шабо (микир)

## Крупнейшие языки
В рамках нило-сахарской макросемьи выделяются несколько языков, насчитывающих не менее полумиллиона носителей:
- Луо или долуо (3 465 000 носителей), распространён в Кении, восточной Уганде и Танзании. Носителями являются люди народности луо, третьей по величине этнической группы Кении после кикуйю и лухья). На данном языке говорил отец Б. Обамы, 44 президента США.
- Канури (3 340 000, группа диалектов), носители проживают от Нигера до северо-востока Нигерии, где представляют крупнейшую этническую группу.
- Сонгайские языки (2,9 млн, ранее считались одним языком), носители проживают вдоль реки Нигер в Мали и Буркина-Фасо. Крупнейшим представителем является язык зарма, крупный язык Нигера. Сонгайские языки распространены на всей территории бывшей Сонгайской империи. Тем не менее, включение данных языков в нило-сахарскую макросемью является спорным.
- Динка (2 000 000 +), носители проживают в южном Судане. Язык одной из наиболее влиятельных этнических группировок южного Судана, к которой принадлежат, в частности, Джон Гаранг и Салва Киир, лидеры Народной армии освобождения Судана.
- Ланго (977 680), распространён среди одного из крупнейших народов Уганды. Наряду с ачоли, носители языка ланго подвергались этническим чисткам в годы диктатуры Иди Амина, принадлежавшего к другому нило-сахарскому народу, каква.
- Масаи (883 000), распространён среди скотоводческой народности масаи в Кении и Танзании[5].
- Нуэр (804 907), язык племени нуэр в Южном Судане.
- Ачоли (791 796), распространён в Уганде и в Судане, ближайший родственник языка ланго.
- Фур (501 800), один из крупнейших языков региона Дарфур (букв. «дом фур» по-арабски), суданской провинции, где длительное время продолжается гражданская война.
- Нубийские языки (495 000 — различные диалекты), потомки языка древней Нубии — государства, враждовавшего с Древним Египтом, распространены от южного Египта до северного Судана.